# Morgan Wallen
Morgan Cole Wallen (Sneedville, Tennessee, 13 mei 1993) is een Amerikaanse countryzanger en singer-songwriter.

## Biografie
Morgan werd geboren in Sneedville, Tennessee als zoon van Tommy en Lesli Wallen. Vader Tommy was destijds predikant, terwijl moeder Lesli lerares was. Als kind volgde hij piano- en vioollessen. In 2014 deed hij mee aan seizoen 6 van The Voice of America. Hij werd uitgeschakeld tijdens de play-offs. In 2015 bracht hij zijn debuut ep Stand Alone uit. In 2016 tekende Wallen een contract bij Big Loud Records, waarna hij in 2018 zijn debuutalbum If I Know Me uitbracht. Het tweede album Dangerous: The Double Album kwam in januari 2021 binnen op de 1e plaats van de Billboard 200 albumlijst en bleef daar de eerste 7 weken staan. Dat was in de 64-jarige geschiedenis van de Billboard 200 met een countryalbum nog niet eerder vertoond. Het derde album One Thing at a Time uit 2023 zorgt voor een uniek record. Alle 36 tracks van het album stonden tegelijkertijd genoteerd in de Billboard Hot 100. Nog nooit had een artiest zoveel nummers gelijktijdig in de lijst staan. Tevens kwam het album binnen op de eerste plaats in de Billboard 200. Deze prestatie levert hij ook in 2025 met zijn vierde album I'm the Problem. Ook van dit album komen er 36 (van de 37) binnen in de Billboard Hot 100. Hiermee evenaart hij zijn eigen record van 2023 met 36 nummers gelijktijdig in de Hot 100.
Nederland leert Morgan Wallen kennen als hij meezingt op I Had Some Help van Post Malone. Love Somebody werd Wallens eerste eigen top 10 hit in Nederland. Het bereikte de zesde plaats in de Nederlandse Top 40 en stond er 27 weken mee in de lijst.

## Discografie

### Albums
Tussen haakjes totaal aantal weken in de lijst / * nog in de lijst
| Titel                       | Jaar       | Charts           | Charts          | VS Billboard Charts | VS Billboard Charts | Opmerkingen                                                            |
| Titel                       | Jaar       | NL Album Top 100 | VL Ultratop 200 | Billboard 200       | Top Country Albums  | Opmerkingen                                                            |
| --------------------------- | ---------- | ---------------- | --------------- | ------------------- | ------------------- | ---------------------------------------------------------------------- |
| If I Know Me                | 27-04-2018 | -                | -               | 10 (346wk)*         | 1 (2wk) (364wk)*    | VS: 3× Platina                                                         |
| Dangerous: The Double Album | 08-01-2021 | -                | -               | 1 (10wk) (228wk)*   | 1 (97wk) (228wk)*   | VS: 6× Platina / CA: 4× Platina / AU: Platina / VK: Zilver / NZ: Goud  |
| One Thing at a Time         | 04-03-2023 | -                | -               | 1 (19wk) (116wk)*   | 1 (87wk) (116wk)*   | VS: 7× Platina / CA: Platina / AU: 2× Platina / VK: Goud / NZ: Platina |
| I'm the Problem             | 16-05-2025 | 7 (1wk)*         | 125 (1wk)*      | 1 (1wk) (1wk)*      | 1 (1wk) (1wk)*      | -                                                                      |

### Ep's
Tussen haakjes totaal aantal weken in de lijst / * nog in de lijst
| Titel               | Jaar       | Charts           | Charts          | VS Billboard Charts | VS Billboard Charts | Opmerkingen |
| Titel               | Jaar       | NL Album Top 100 | VL Ultratop 200 | Billboard 200       | Top Country Albums  | Opmerkingen |
| ------------------- | ---------- | ---------------- | --------------- | ------------------- | ------------------- | --- |
| Stand Alone         | 24-08-2015 | -                | -               | 154 (1wk)           | 25 (1wk)            | Op 26 januari 2024 werd een 10th anniversary edition van Stand Alone uitgebracht. De uitgave bevatte acht extra nummers. Deze werden in dezelfde sessie opgenomen als de originele vijf nummers uit 2015. |
| The Way I Talk      | 29-07-2016 | -                | -               | -                   | -                   | - |
| Morgan Wallen (EP)  | 12-01-2018 | -                | -               | -                   | 45 (1wk)            | - |
| One Thing at a Time | 02-12-2022 | -                | -               | -                   | -                   | Sampler |

### Singles
Tussen haakjes totaal aantal weken in de lijst / * nog in de lijst
| Titel                   | Jaar       | Charts    | Charts            | Charts         | VS Billboard Charts | VS Billboard Charts | VS Billboard Charts | Opmerkingen                                                                                |
| Titel                   | Jaar       | NL Top 40 | NL Single Top 100 | VL Ultratop 50 | Hot 100             | Country Airplay     | Hot Country Songs   | Opmerkingen                                                                                |
| ----------------------- | ---------- | --------- | ----------------- | -------------- | ------------------- | ------------------- | ------------------- | ------------------------------------------------------------------------------------------ |
| The Way I Talk          | 12-09-2016 | -         | -                 | -              | -                   | 30 (42wk)           | 35 (26wk)           | VS: 3× Platina / CA: Platina                                                               |
| Up Down                 | 27-11-2017 | -         | -                 | -              | 49 (20wk)           | 1 (1wk) (34wk)      | 5 (39wk)            | met Florida Georgia Line VS: 5× Platina / CA: 3× Platina / NZ: Goud                        |
| Whiskey Glasses         | 30-07-2018 | -         | -                 | -              | 17 (27wk)           | 1 (3wk) (52wk)      | 1 (2wk) (52wk)      | VS: 9× Platina / CA: 7× Platina / VK: Zilver / NZ: Platina                                 |
| Chasin' You             | 29-07-2019 | -         | -                 | -              | 16 (36wk)           | 1 (1wk) (52wk)      | 2 (52wk)            | VS: 6× Platina / CA: 3× Platina / VK: Zilver / NZ: Platina                                 |
| More Than My Hometown   | 27-05-2020 | -         | -                 | -              | 15 (32wk)           | 1 (1wk) (28wk)      | 2 (42wk)            | VS: 6× Platina / CA: 4× Platina / AU: 2× Platina / NZ: Goud                                |
| 7 Summers               | 14-08-2020 | -         | -                 | -              | 6 (24wk)            | 15 (24wk)           | 1 (1wk) (26wk)      | VS: 4× Platina / CA: 3× Platina / AU: Platina / NZ: Goud                                   |
| Sand in My Boots        | 23-08-2021 | -         | -                 | -              | 30 (41wk)           | 1 (1wk) (39wk)      | 2 (56wk)            | VS: 2× Platina / CA: 2× Platina / AU: Platina / NZ: Goud                                   |
| Wasted on You           | 07-03-2022 | -         | -                 | -              | 9 (57wk)            | 1 (3wk) (27wk)      | 1 (11wk) (75wk)     | VS: 8× Platina / CA: 3× Platina / AU: 3× Platina / VK: Zilver / NZ: Platina                |
| You Proof               | 18-07-2022 | -         | -                 | -              | 5 (62wk)            | 1 (10wk) (33wk)     | 1 (19wk) (60wk)     | VS: 4× Platina / CA: 2× Platina / AU: 3× Platina / VK: Zilver / NZ: Platina                |
| Thought You Should Know | 07-11-2022 | -         | -                 | -              | 7 (52wk)            | 1 (3wk) (25wk)      | 1 (1wk) (52wk)      | VS: 4× Platina / CA: 2× Platina / AU: 3× Platina / VK: Zilver / NZ: Platina                |
| Last Night              | 31-01-2023 | -         | -                 | -              | 1 (16wk) (60wk)     | 1 (8wk) (31wk)      | 1 (25wk) (61wk)     | VS: 7× Platina / CA: Diamant (10× Platina) / AU: 6× Platina / VK: Platina / NZ: 4× Platina |
| One Thing at a Time     | 13-03-2023 | tip 13    | -                 | -              | 10 (30wk)           | 8 (22wk)            | 2 (28wk)            | CA: Goud / AU: Goud / NZ: 4× Goud                                                          |
| Everything I Love       | 26-06-2023 | -         | -                 | -              | 14 (42wk)           | 3 (27wk)            | 7 (46wk)            | VS: Platina / AU: Goud                                                                     |
| Thinkin' Bout Me        | 07-09-2023 | -         | -                 | -              | 7 (55wk)            | 1 (5wk) (37wk)      | 3 (56wk)            | VS: 3× Platina / AU: Platina / VK: Zilver / NZ: Platina                                    |
| Man Made a Bar          | 13-11-2023 | -         | -                 | -              | 15 (30wk)           | 1 (1wk) (25wk)      | 3 (35wk)            | met Eric Church VS: Platina / AU: Goud                                                     |
| Cowgirls                | 15-04-2024 | -         | -                 | -              | 12 (49wk)           | 1 (1wk) (25wk)      | 3 (52wk)            | met Ernest VS: Platina / AU: Platina / VK: Zilver / NZ: Platina                            |
| Lies Lies Lies          | 05-07-2024 | -         | -                 | -              | 7 (23wk)            | 1 (1wk) (22wk)      | 3 (28wk)            | -                                                                                          |
| Love Somebody           | 18-10-2024 | 6 (27wk)  | 37 (20wk)         | -              | 1 (1wk) (31wk)*     | 1 (3wk) (25wk)      | 1 (1wk) (31wk)*     | Alarmschijf                                                                                |
| I'm the Problem         | 31-01-2025 | tip 22    | -                 | -              | 2 (16wk)*           | 1 (6wk) (16wk)*     | 1 (1wk) (16wk)*     | -                                                                                          |
| Just in Case            | 21-03-2025 | -         | -                 | -              | 2 (9wk)*            | 13 (9wk)*           | 2 (9wk)*            |                                                                                            |
| What I Want             | 16-05-2025 | 24 (8wk)  | -                 | -              | 1 (1wk) (1wk)*      | 55 (1wk)*           | 1 (1wk) (1wk)*      | met Tate McRae / Alarmschijf                                                               |

### Singles (als medewerkend artiest)
Tussen haakjes totaal aantal weken in de lijst / * nog in de lijst
| Titel           | Jaar       | Charts    | Charts            | Charts         | VS Billboard Charts | VS Billboard Charts | VS Billboard Charts | Opmerkingen |
| Titel           | Jaar       | NL Top 40 | NL Single Top 100 | VL Ultratop 50 | Hot 100             | Country Airplay     | Hot Country Songs   | Opmerkingen |
| --------------- | ---------- | --------- | ----------------- | -------------- | ------------------- | ------------------- | ------------------- | --- |
| Heartless       | 16-08-2019 | -         | -                 | -              | 39 (21wk)           | -                   | 10 (28wk)           | als Diplo featuring Morgan Wallen van album Diplo Presents Thomas Wesley, Chapter 1: Snake Oil door Diplo VS: 7× Platina / CA: 4× Platina / AU: 4× Platina / NZ: 2× Platina |
| Broadway Girls  | 17-12-2021 | -         | -                 | -              | 14 (20wk)           | -                   | -                   | als Lil Durk featuring Morgan Wallen van album 7220 door Lil Durk VS: Platina / NZ: Goud                                                                                    |
| Flower Shops    | 31-12-2021 | -         | -                 | -              | 64 (26wk)           | 18 (27wk)           | 13 (29wk)           | als Ernest featuring Morgan Wallen van album Flower Shops (The Album) door Ernest AU: 2× Platina                                                                            |
| Stand by Me     | 26-05-2023 | -         | -                 | -              | 22 (15wk)           | -                   | -                   | als Lil Durk featuring Morgan Wallen van album Almost Healed door Lil Durk                                                                                                  |
| Mamaw's House   | 29-09-2023 | -         | -                 | -              | 55 (15wk)           | 1 (1wk) (25wk)      | 14 (26wk)           | als Thomas Rhett featuring Morgan Wallen van album 20 Number Ones door Thomas Rhett VS: Goud                                                                                |
| I Had Some Help | 10-05-2024 | 6 (27wk)  | 15 (30wk)         | 13 (23wk)      | 1 (6wk) (34wk)      | 1 (4wk) (24wk)      | 1 (7wk) (35wk)*     | als Post Malone featuring Morgan Wallen / Alarmschijf van album F-1 Trillion door Post Malone VS: 5× Platina / AU: 4× Platina / VK: Platina / NZ: 2× Platina                |
| Whiskey Whiskey | 14-06-2024 | -         | -                 | -              | 21 (20wk)           | -                   | 6 (22wk)            | als Moneybagg Yo featuring Morgan Wallen van album Speak Now door Moneybagg Yo AU: Goud                                                                                     |

### Singles (promotiesingles)
Tussen haakjes totaal aantal weken in de lijst / * nog in de lijst
| Titel                  | Jaar       | Charts    | Charts            | Charts         | VS Billboard Charts | VS Billboard Charts | VS Billboard Charts | Opmerkingen                                                    |
| Titel                  | Jaar       | NL Top 40 | NL Single Top 100 | VL Ultratop 50 | Hot 100             | Country Airplay     | Hot Country Songs   | Opmerkingen                                                    |
| ---------------------- | ---------- | --------- | ----------------- | -------------- | ------------------- | ------------------- | ------------------- | -------------------------------------------------------------- |
| Cover Me Up            | 05-04-2019 | -         | -                 | -              | 52 (10wk)           | -                   | 15 (26wk)           | VS: 4× Platina / CA: 3× Platina / AU: 2× Platina / NZ: Platina |
| This Bar               | 31-12-2019 | -         | -                 | -              | 92 (1wk)            | -                   | 29 (21wk)           | VS: 2× Platina / CA: 2× Platina / AU: Platina / NZ: Goud       |
| Somebody's Problem     | 20-11-2020 | -         | -                 | -              | 25 (13wk)           | -                   | 3 (20wk)            | VS: 3× Platina / CA: 2× Platina / AU: Platina / NZ: Goud       |
| Still Goin' Down       | 20-11-2020 | -         | -                 | -              | 45 (8wk)            | -                   | 8 (20wk)            | VS: 2× Platina / CA: 1× Platina / AU: Goud                     |
| Livin' the Dream       | 29-11-2020 | -         | -                 | -              | 74 (2wk)            | -                   | 19 (18wk)           | VS: Platina / CA: Platina / AU: Goud                           |
| Don't Think Jesus      | 15-04-2022 | -         | -                 | -              | 7 (6wk)             | 46 (7wk)            | 1 (1wk) (20wk)      | VS: Platina / CA: Goud                                         |
| Spin You Around (1/24) | 26-01-2024 | -         | -                 | -              | 24 (20wk)           | 56 (5wk)            | 5 (20wk)            | -                                                              |
| Smile                  | 31-12-2024 | -         | -                 | -              | 4 (21wk)*           | 31 (7wk)            | 2 (21wk)*           | -                                                              |
| I'm a Little Crazy     | 21-03-2025 | -         | -                 | -              | 17 (9wk)*           | 38 (1wk)            | 5 (9wk)*            | -                                                              |
| I Ain't Comin' Back    | 18-04-2025 | tip 19    | -                 | -              | 8 (5wk)*            | 32 (5wk)*           | 3 (5wk)*            | met Post Malone                                                |
| Superman               | 09-05-2025 | -         | -                 | -              | 8 (2wk)*            | 58 (1wk)*           | 5 (2wk)*            | -                                                              |
| What i Want            | 18-04-2025 | 24 (12wk) | -                 | -              | -                   | -                   | -                   | met Tate mcrae                                                 |

- Gemeinsame Normdatei: 1297214099
- International Standard Name Identifier: 0000 0004 6731 6966
- Library of Congress Control Number: no2019135381
- MusicBrainz: 2077273e-eaa1-4f49-903c-f286ededecb9
- Virtual International Authority File: 4843156919257154970002
- WorldCat: E39PBJjxxXvyVXDprB3rktptrq